# Yandé Seck
Yandé Thoen-McGeehan (* 1986 in Heidelberg), besser bekannt unter ihrem Pseudonym Yandé Seck, ist eine deutsche Schriftstellerin sowie Erziehungswissenschaftlerin und ausgebildete Kinderpsychotherapeutin.

## Leben
Yandé Seck hat eine deutsche Mutter und einen senegalesischen Vater. Sie wuchs in Frankfurt am Main auf. An der Universität Frankfurt promovierte sie mit einer Arbeit zu Mutterschaft, Migration und Psychoanalyse. Von 2015 bis 2019 absolvierte sie eine Ausbildung zur Kinder- und Jugendlichenpsychotherapeutin. Nach dem Studium arbeitete sie in Offenbach als Psychotherapeutin für Kinder und Jugendliche. Seit 2019 ist sie außerdem als wissenschaftliche Mitarbeiterin am Institut für Sonderpädagogik der Johann Wolfgang Goethe-Universität in Frankfurt tätig. An diesem Institut beschäftigt sie sich unter anderem mit der Psychoanalyse und be- und hinterfragt diese mit Blick auf Mutterschaft und Migration.
Mit ihren beiden Söhnen und ihrem Mann lebt sie in Offenbach. Ihr erster Roman erschien 2024 bei Kiepenheuer & Witsch.

## Werk
Yandé Seck bearbeitet in ihrem Debütroman Weiße Wolken die Themen Sorgearbeit und Rassismuserfahrungen. Der Titel verweist auf Leukonychia punctata, weiße Punkte auf Fingernägeln. Das Buch wurde für die Veranstaltung Books at Berlinale ausgewählt als potentielle Vorlage für ein Filmdrehbuch. Zu Yandé Secks literarischen Vorbildern gehören unter anderem Chimamanda Ngozi Adichie, Sally Rooney und Maya Angelou. Ihr Buch wurde unter anderem in der Frankfurter Rundschau, der FAZ, bei Deutschlandfunk-Nova, im Spiegel als auch der Süddeutschen Zeitung positiv besprochen. In ihrem Roman zeichnet sie ein Bild vom zeitgenössischen Frankfurt. Ihrem Schreibstil und thematischen Bezügen könne ihr wissenschaftlicher und psychotherapeutischer Hintergrund abgelesen werden.

## Publikationen
- Weiße Wolken. Köln: Kiepenheuer & Witsch 2024. ISBN 978-3-462-00497-7
- Weiße Wolken. Hörbuch gelesen von Milena Karas. Argon Hörbuch 2024.[16]

## Auszeichnungen
- 2024 Books at Berlinale (mit Weiße Wolken, englischer Titel White Clouds)[5]